# Dorfkirche Kiliansroda

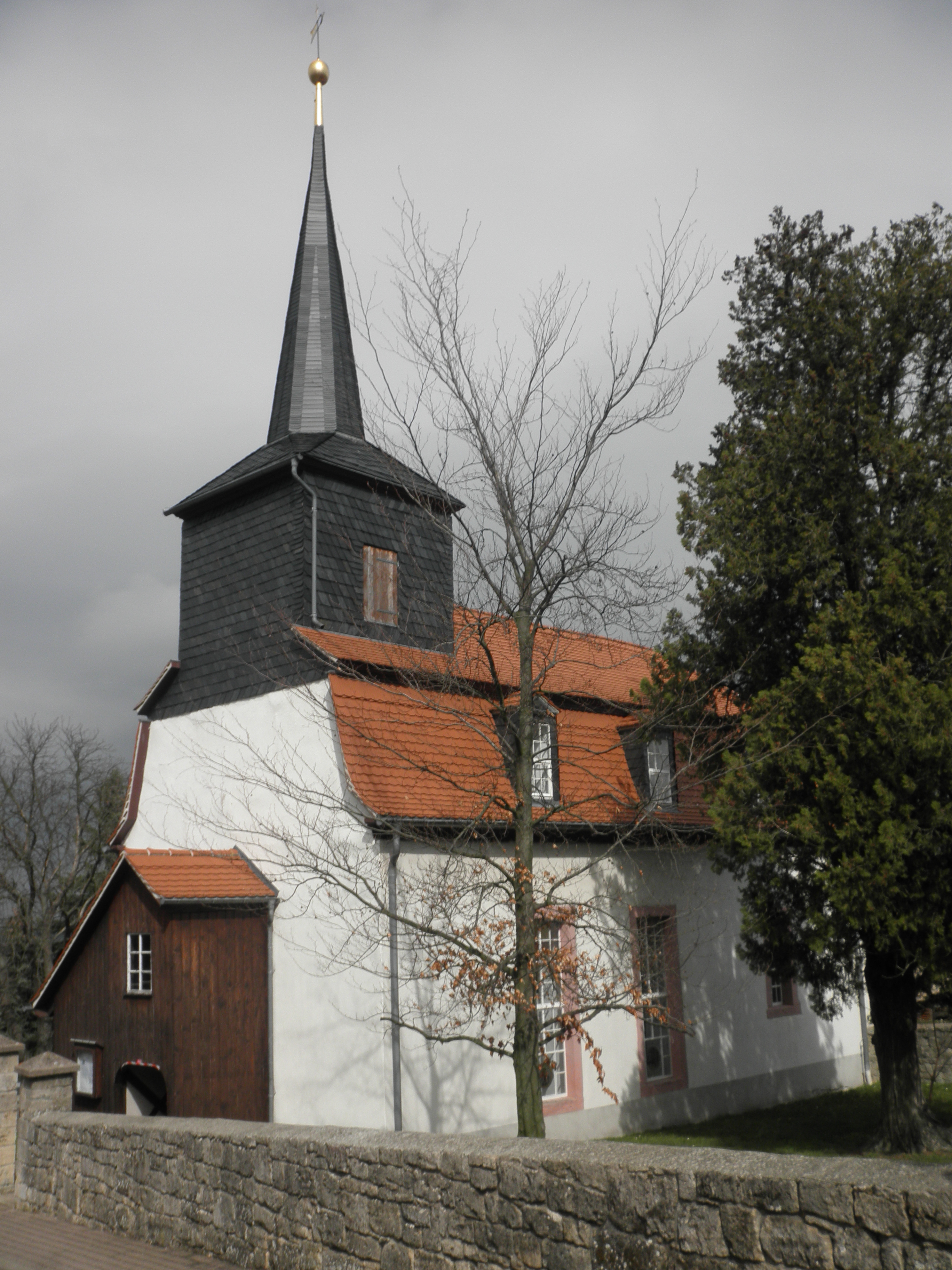
Ansicht von Südwesten, mit Aufgang zur Empore

Die evangelische Dorfkirche Kiliansroda steht in der Gemeinde Kiliansroda im Landkreis Weimarer Land in Thüringen. Sie gehört zur Kirchengemeinde Buchfart im Kirchenkreis Weimar der Evangelischen Kirche in Mitteldeutschland.

## Lage
Die Dorfkirche liegt zentral im Ort mit einem von Mauern umgebenen Friedhof.

## Geschichte
1381 wurde erstmals die kleine, schlichte Kirche urkundlich genannt. Nach einem Brand im Oktober 1802 waren die Kirche und 28 Häuser zerstört. Auf den Grundmauern der abgebrannten Kirche wurde das neue Kirchengebäude aufgebaut. In dieser Form zur Einweihung im Jahre 1806 stellt sich die Kirche heute noch dar.
1806 besuchte die Erbgroßherzogin Maria Pawlowna das kleine Bergdorf und veranlasste die Ausbesserung des Kirchendaches und der Friedhofsmauer.

## Baubeschreibung

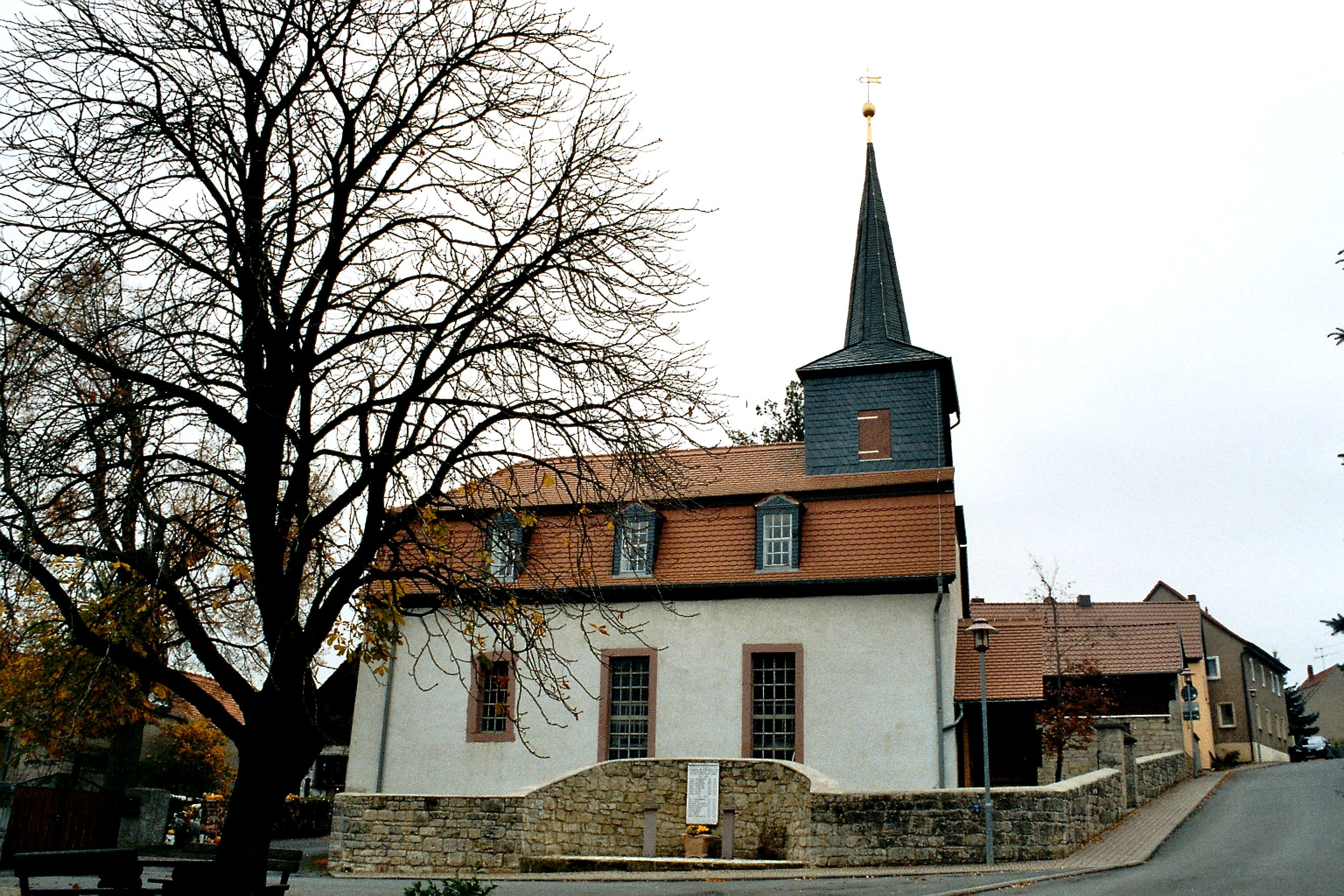
Ansicht von Norden

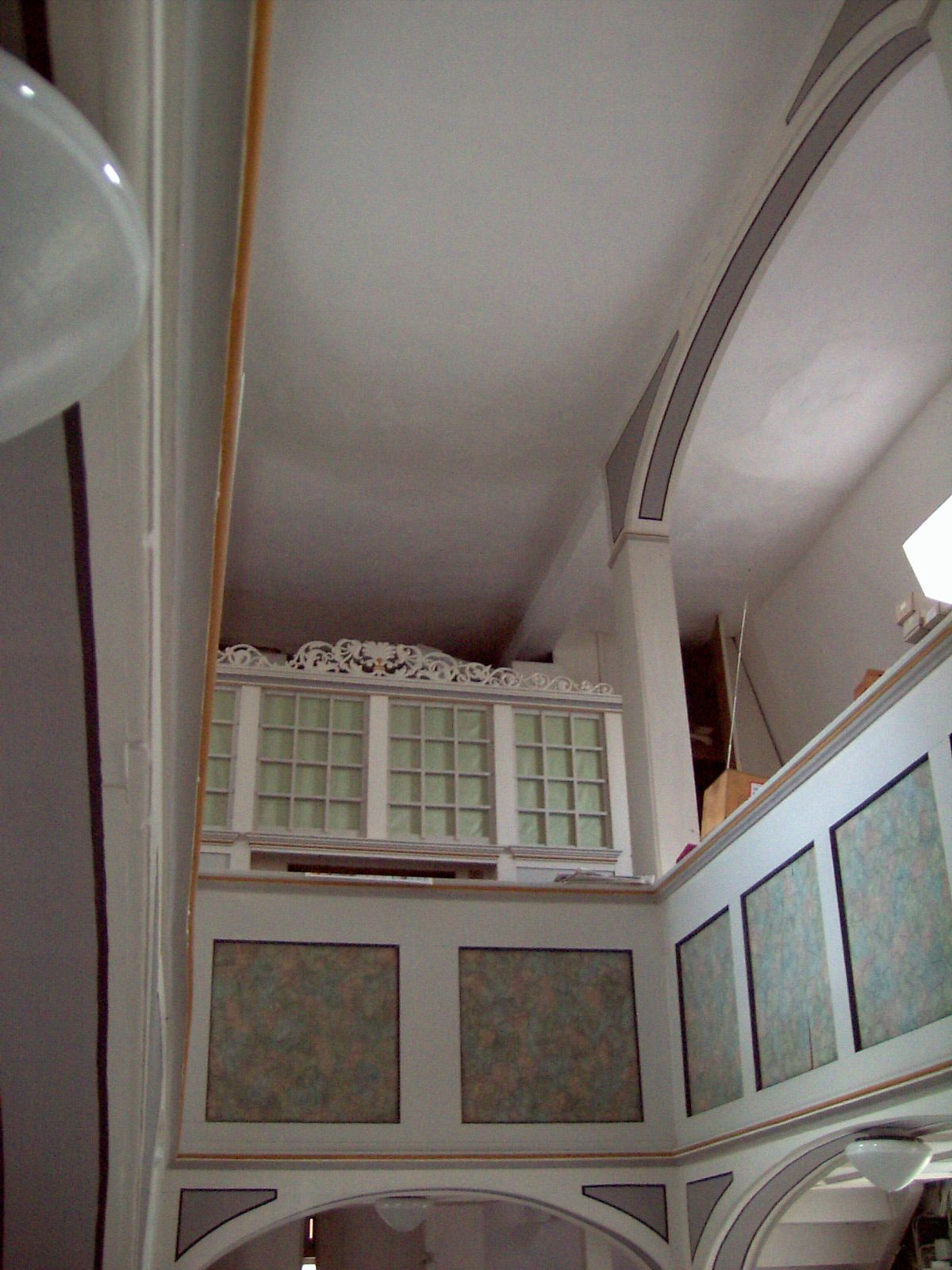
Segmentbogenarkaden und Orgel

Das Kirchenschiff wird von einem Mansarddach geschützt. Der spitze Kirchturm steht als giebelständiger Dachreiter über dem westlichen Ende, also über der Orgel. Der Westeingang steht auf Grundmauern der Vorkirche.
Die Fenster sind bleiverglast, der Innenraum ist farblich gestaltet.
Der rechteckige Kirchenraum ist eine flachgedeckte Emporenhalle mit zweigeschossigen Emporen an drei Seiten. Wegen der insgesamt geringen Gebäudebreite ist auch das Mittelschiff recht schmal. Die segmentbogigen Arkaden an der Decke und unter den Emporen drücken etwas architektonischen Ehrgeiz aus.

## Orgel
Die Orgel wurde 1832 in Thangelstedt gekauft, sie stammt von Johann Friedrich Schulze und weist sieben Register auf einem Manual und Pedal auf. Sie wurde anlässlich der Umsetzung repariert und vergrößert.

## Glocken
Zwei Glocken aus Bronze besitzt die Kirchengemeinde, sie werden seit 1999 elektrisch geläutet.
| Foto | Gießer/ Gießort                                       | Jahr | Ø (mm) | Gewicht (kg) | Nominal | Glockenzier und Inschriften | Glockengeschichte                                 |
| ---- | ----------------------------------------------------- | ---- | ------ | ------------ | ------- | --- | ------------------------------------------------- |
|      | Glocken- und Kunstgießerei Rincker (Sinn bei Wetzlar) | 1990 | 658    | 173          | d2      | Hals 18264 Schulter / ALLE DINGE SIND MÖGLICH DEM ◊ DER DA GLAUBT ♰ MARKUS 9 ◊ 23 ♰/ Flanke Gießerzeichen / 1990 / Wolm / GEWIDMET VON//HEINZ UND RIA HEY/ Wolm (andere Seite) / ZUR ERINNERUNG//AN PFARRER DR. JOHANNES HÜLLE//1920-1931/                                                      | 1862 Bronzeglocke                                 |
|      | Franz Schilling & Söhne (Apolda) Nr. 10405            | 1927 | 555    | 112          | f2      | Hals / SCHILLING APOLDA 1927. / Schulter Eichenlaubfries mit Eicheln zwischen zwei flachen Bändern. Flanke / FRIEDE AUF ERDEN//DEM VATERLAND GEOPFERT 1917//NEUERSTANDEN 1927.//KILIANSRODA/ Flanke (andere Seite) / LASST DEN CHRISTENGLAUBEN//NIMMERMEHR EUCH RAUBEN./ Wolm drei runde Reifen | 1807 Bronzeglocke Johann Heinrich Ulrich (Laucha) |